# الحلقة المفقودة (فلم)
الحلقة المفقودة هو فيلم مصري تم إنتاجه عام 1948 من شركة أفلام إبراهيم لاما، وتأليف إبراهيم لاما والسيد حسن جمعة وإخراج إبراهيم لاما و بطولة سمير عبد الله لاما فاتن حمامة.

## طاقم العمل
- سمير عبد الله لاما
- فاتن حمامة
- حسن فايق
- أحمد علام
- محمد الديب